# Félicité Sommé
Félicité Sommé, née probablement à Mayence en 1800 et morte à Paris le 28 avril 1855, est une peintre belge connue pour ses peintures d'histoire, ses scènes de genre et ses portraits.
Présente à quatorze expositions triennales belges, ainsi qu'à six salons en France, elle s'installe à Paris à partir de 1842.

## Biographie

### Famille
Félicité (Marie Félicité Constance) Sommé, née probablement à Mayence en 1800, est la fille de Claude Louis Sommé (1772-1855), chirurgien en chef de l'hôpital Sainte-Élisabeth d'Anvers, et de Félicité Haug (1774-1807), mariés à Mayence,. Sa sœur cadette Barbe Sommé épouse Joseph-Pierre Braemt, graveur belge. La jeune femme évolue au sein d'une élite cultivée.

### Formation
Félicité Sommé se forme à la peinture à Anvers auprès du peintre d'histoire Jean Joseph Verellen (d), puis commence à exposer au Salon de Gand en 1820. Ensuite, elle se rend à Paris, où elle est l'élève de Raymond Quinsac Monvoisin et reçoit également les conseils d'Antoine-Jean Gros,.

### Carrière
Félicité Sommé n'ambitionne pas au départ de vivre de son art. Elle participe à partir de 1820 à de nombreuses expositions en Belgique et en France, de même qu'à l'Exposition des maîtres vivants de 1828 aux Pays-Bas. Elle obtient l'accessit pour son œuvre Scène de famille dans un jardin dans la catégorie Conversation au concours organisé dans le contexte du Salon de Bruxelles de 1824. 
Au Salon de Bruxelles de 1836, grâce à son tableau Les Rivales, Félicité Sommé obtient une médaille de bronze. 
Félicité Sommé, réside à Paris à partir de 1842, rue de l'Arcade, no 38. En 1849, elle demeure au Faubourg Saint-Honoré, no 170. Elle meurt, célibataire, dans l'ancien 1er arrondissement de Paris, à l'âge de 55 ans, le 28 avril 1855. Son inhumation a lieu deux jours plus tard au cimetière de Montmartre.

## Œuvre

### Caractéristiques
Son champ pictural couvre essentiellement les peintures d'histoire, les scènes de genre et les portraits,.
Au Salon de Bruxelles de 1836, le critique Louis Alvin rappelle que Les Deux rivales proposées par Félicité Sommé sont inspirées d'un couplet de La Esmeralda, opéra de Louise Bertin dont les paroles sont de Victor Hugo. Son tableau est d'un aspect agréable. Les poses de ses femmes sont grâcieuses et naturelles. Tous les détails de costumes sont peints avec soin et choisis avec goût.

### Expositions

#### Belgique
- Salon de Gand (XI) de 1820 : Fuite de Loth, étude d'après Rubens[10].
- Salon de Bruxelles de 1821 : Un concert de famille, Le Pendant avec le tapis et un tableau représentant une chouette et un pigeon ramier[11].
- Salon de Gand (XIII) de 1826 : Une paysanne des environs d'Anvers[12].
- Salon de Bruxelles de 1827 : Intérieur de ferme, où une dame avec sa famille vient voir son enfant en nourrice[13].
- Salon de Gand (XIV) de 1829 : La Duchesse de Mantoue à sa toilette, à gauche on voit le dauphin, depuis Louis XIV[14].
- Salon de Bruxelles de 1830 : Le Tasse et la princesse Éléonore, Intérieur chinois et Une jeune fille dans un cimetière""[15].
- Salon de Gand (XV) de 1832 : Rubens dans le pavillon qui existe encore dans la maison qu'il habitait à Anvers et Un vieillard et une orpheline de l'hospice d'Anvers[16].
- Salon de Bruxelles de 1833 : Rubens et sa famille, Une lecture, Un message et Enfant se balançant[17].
- Salon de Gand (XVI) de 1835 : Jeune fille devant son miroir[18].
- Salon de Bruxelles de 1836 : Les Rivales (médaille de bronze)[19].
- Salon d'Anvers de 1837 : Un intérieur ; vieille femme occupée à lire, Une jeune mère et Portrait de Melle E.S.[20].
- Salon de Gand (XVII) de 1838 : Charles VI, roi de France et Odette[21].
- Salon d'Anvers de 1840 : Sainte Cécile[22].
- Salon de Bruxelles de 1842 : Faust et Marguerite[23].

#### France
- Salon de Douai de 1829 : Une orpheline[24].
- Salon de Paris de 1831 : Le Tasse et la princesse Éléonore, Un message ; costume flamand et Rubens et sa famille[24].
- Salon de Douai de 1833  Un vieillard et une orpheline de l'hospice d'Anvers, Portraits de Mme Fé et de son fils et Le Tasse et la princesse Eléonore[24].
- Salon de Valenciennes de 1833 : Le Tasse et la princesse Eléonore et Un vieillard et une orpheline de l'hospice d'Anvers[24].
- Salon de Paris de 1846 : Portrait de l’auteur[24].
- Salon de Paris de 1849 : Portrait de Mlle Cécile D…[24].

#### Pays-Bas
- Exposition des maîtres vivants à Amsterdam en 1828 : Un groupe de musiciens[25].